# Кочкуровский сельсовет
Кочкуровский сельсовет — сельское поселение в Починковском районе Нижегородской области Российской Федерации.
Административный центр — село Кочкурово.

## История
Статус и границы сельского поселения установлены Законом Нижегородской области от 18 августа 2005 года № 117-З «Об утверждении границ, состава территории Починковского муниципального района, границ и состава территорий муниципальных образований, входящих в состав Починковского муниципального района»

## Население
| 2002  | 2010  | 2012  | 2013  | 2014  | 2015  | 2016  |
| ----- | ----- | ----- | ----- | ----- | ----- | ----- |
| 2122  | ↘1668 | ↘1638 | ↘1614 | ↘1576 | ↘1521 | ↘1508 |
| 2017  | 2018  | 2019  | 2020  |       |       |       |
| ↘1455 | ↘1410 | ↘1384 | ↘1347 |       |       |       |

## Состав сельского поселения
| № | Населённый пункт | Тип населённого пункта       | Население |
| - | ---------------- | ---------------------------- | --------- |
| 1 | Кочкурово        | село, административный центр | ↘1109     |
| 2 | Новониколаевский | посёлок                      | ↘20       |
| 3 | Пеля-Казенная    | село                         | ↘35       |
| 4 | Саитовка         | село                         | ↘504      |